# Ophiomyia buskei
Ophiomyia buskei este o specie de muște din genul Ophiomyia, familia Agromyzidae, descrisă de Frost în anul 1936. Conform Catalogue of Life specia Ophiomyia buskei nu are subspecii cunoscute.